# Electr-O-Pura
Electr-O-Pura è il settimo album discografico del gruppo musicale alternative rock statunitense Yo La Tengo, pubblicato nel 1995.

## Tracce
Testi e musiche di Georgia Hubley, Ira Kaplan e James McNew.
1. Decora – 3:27
2. Flying Lesson (Hot Chicken #1) – 6:42
3. The Hour Grows Late – 3:06
4. Tom Courtenay – 3:30
5. False Ending – 0:56
6. Pablo and Andrea – 4:16
7. Paul Is Dead – 2:26
8. False Alarm – 5:28
9. The Ballad of Red Buckets – 4:00
10. Don't Say a Word (Hot Chicken #2) – 3:28
11. (Straight Down to the) Bitter End – 3:59
12. My Heart's Reflection – 6:02
13. Attack on Love – 1:52
14. Blue Line Swinger – 9:19

Titoli alternativi
1. "A Rehearsal"
2. "Sound Is Music And Quick Lights And The People Who Make Our Sound Their Own. That's When We're Really Turned On."
3. "It's The Start Of A Musical Dialogue"
4. "A Group Is Like A Jig-Saw Puzzle-Everything Must Fit Into The Groove"
5. "A Few More Beats-And Maybe, A New Sound"
6. "The Music Can Really Drag It Out Of You-If It Says Something"
7. "Waiting For A Break"
8. "Sometimes, Not Often, You Start A Number And Something Miraculous Happens, And Then The Scene Is Beautiful."
9. "The Sound Of A Guitar Is With Me All The Time-Or Am I With It?"
10. "A Break Like This Is Worth Its Weight In Publicity"
11. "By Now The Music Becomes A Little Like A Perpetual Diary"
12. "Play It Soft And Easy, Play It Hard-The Beat Still Comes Through"
13. "One Of My Favorite Instruments-The Electronic Flute"
14. "Patterns Of Sound Are My Bag Right Now"

## Formazione
- Georgia Hubley: batteria
- Ira Kaplan: chitarra e voce
- James McNew: basso